# سد الموصل
سد الموصل أو ما يعرف سابقا سد صدام، هو سد يبعد حوالي 50 كم شمال مدينة الموصل في محافظة نينوى شمال العراق على مجرى نهر دجلة. افتتح عام 1986، يبلغ طوله 3.2 كيلومترا وارتفاعه 131 مترا، يعتبر السد أكبر سد في العراق ورابع أكبر سد في الشرق الأوسط يقع السد بالقرب من أسكي موصل، يعمل السد على توليد الطاقة الكهرومائية وتوفير المياه للري في اتجاه مجرى النهر. يحتفظ الهيكل بحوالي 11.1 كيلومتر مكعب (2.7 ميل مكعب) من المياه ويوفر الكهرباء لـ 1.7 مليون من سكان الموصل. تحتوي محطة توليد الكهرباء الرئيسية في السد التي تبلغ قدرتها 750 ميغاواط (1،010،000 حصان) ، على أربعة مولدات عنفة فرنسيس.
ولقد تم بناء السد في الثمانينيات على أساس كارست، وقد أدت المخاوف التي تضمنت عدم استقرار السد إلى إصلاح وإعادة تأهيل كبير للسد منذ غزو العراق عام 2003 .

## الخصائص
سد الموصل هو سد من نوع السدود الترابية بارتفاع 113 متر (371 قدم) وطول 3.4 كم (2.1 ميل)، مع نواة طينية. عرض القمة هو 10 متر (33 قدم). عند ارتفاع 330 متر (1,080 قدم) فوق مستوى سطح البحر، يحتجز الخزان، المسمى بحيرة دهوك، 11,100,000,000 متر مكعب (9,000,000 فدان⋅قدم) من المياه. من هذه السعة، يُعتبر 8,100,000,000 متر مكعب (6,600,000 فدان⋅قدم) نشطًا (أو مفيدًا لتوليد الطاقة والإفراج عن المياه downstream)، بينما 2,950,000,000 متر مكعب (2,390,000 فدان⋅قدم) هو تخزين غير نشط (مخزون ميت). على الجانب الشرقي من السد يوجد مفيض الخدمة الذي يتم التحكم فيه بواسطة خمس بوابات شعاعية، وله قدرة تصريف قصوى تبلغ 13,000 متر مكعب/ثانية (460,000 قدم مكعب/ثانية). إلى الشرق يوجد مفيض طوارئ يتم التحكم فيه بواسطة وصلة قابلة للانفجار، بسعة 4,000 متر مكعب/ثانية (140,000 قدم مكعب/ثانية).
في قاعدة السد على الجانب الغربي، توجد محطة توليد الطاقة الكهرمائية الرئيسية (الموصل 1). تحتوي على أربعة مولدات عنفة فرنسيس بقدرة 187.5 ميغاواط (251,400 حصان)، بإجمالي قدرة مثبتة تبلغ 750 ميغاواط. خلف محطة الطاقة، توجد أربع خزانات ضغط. أسفل السد يوجد سد تنظيم الموصل، الذي يعمل على تنظيم مياه الذيل للسد الرئيسي وتوليد الكهرباء أيضًا. محطة الطاقة الكهرومائية (الموصل 2) لديها قدرة مثبتة تبلغ 62 ميغاواط مع أربعة مولدات توربين كابلان بقدرة 15.5 ميغاواط لكل منها. مباشرة من منبع السد توجد محطة تخزين ضخ مضخة بقدرة 240 ميغاواط (الموصل 3)، والتي تعمل كسد للطاقة القابلة للتخزين من خلال ضخ المياه إلى خزان صغير فوق بحيرة دهوك، ثم إطلاق المياه مرة أخرى إلى اثنتين من عنفات فرنسس عكسيتين بقدرة 120 ميغاواط أثناء أوقات الذروة للطاقة. يبلغ إجمالي القدرة المثبتة لمشروع الموصل المتعدد الأغراض 1,052 ميغاواط.

## نبذة تاريخية

### قبل بناء السد
في عام 2010، بعد الجفاف الهائل الذي حصل، تم اكتشاف أنقاض قصر قديم في الخزان. ويُعتقد أن القصر الذي يبلغ عمره حوالي 3400 عام، ينتمي إلى مملكة الميتاني . تم التنقيب الأول للقصر في عام 2019 من قبل فريق كردي ألماني. تشمل الأنقاض التي وجدوها شرفة من الطوب الطيني، وجدران بارتفاع مترين، ولوحات جدارية، وعشرة ألواح طينية مغطاة بالكتابة المسمارية . 

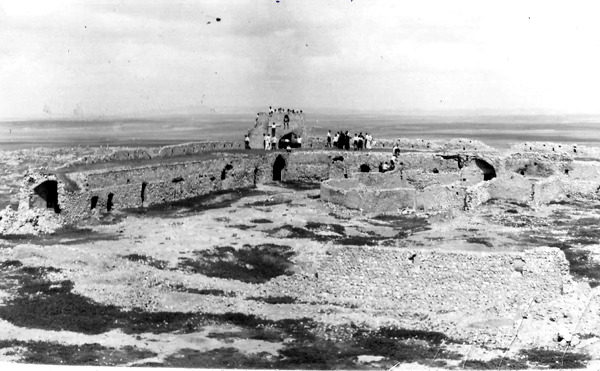
قلعة أسكي التاريخية قبل أن يغمرها خزان السد

### التخطيط
بدأ التخطيط لسد الموصل في الخمسينيات من قبل شركة السير الكسندر جيب وشركاه البريطانية، وحددت الموقع عام 1953. وفي عام 1956 تعاقد مجلس التنمية العراقي مع شركة كوجيان الأمريكية لإجراء دراسات حول موقع السد. وقد اكتملت الدراسات في العام التالي عندما طلب العراق من شركة هارزا إجراء تحقيق مماثل الذي أوصى بموقع مختلف للسد في عام 1960، استنادا إلى ظاهرة كارست الجيولوجية. وفي عام 1962 سعى العراق إلى الحصول على رأي ثالث من شركة سوفيتية أوصى موقع مختلف. وشركة رابعة اسمها فلندا فيرم انتهت من الدراسة في عام 1965. وشركة خامسة جيوتلنكا اليوغوسلافية انتهت دراستها عام 1972. وبناءً على دراسات الشركات الخمسة التي اوصت بمواقع مختلفة، تعاقد العراق مع شركة فرنسية لإجراء دراسات جيولوجية متعمقة حدثت بين عامي 1974 و1978. وفي عام 1978 أصبحت شركة كونسورتيوم الاستشاريين السويسرية المستشارين الرسميين لبناء السد.

### البناء
أثناء فترة حكم صدام حسين بدأت أعمال إنشاء السد في عام 1981، من قبل ائتلاف تجاري ألماني-ايطالي. ولأن السد شُيّد على أساس من الجص قابل للذوبان، فقد أوصى المهندسون بالحشو الشامل داخل الأساس قبل أن يتم بناء البنية الفوقية. بدلا من ذلك، ولسرعة بناء السد، قام المهندسون ببناء بطانية بعمق 25 متر حول المؤسسة وستارة 150 متر مباشرة تحت السد. وستار إسمنتي تم تثبيته أيضا معرض من شأنه أن يسمح لحقن المستمر لتأسيس السد من أجل تعزيز الاستقرار. اكتمل البناء في عام 1984 وفي ربيع عام 1985، بدأ سد الموصل في إغراق منطقة نهر دجلة، وملأ الخزان الذي غمر العديد من المواقع الأثرية في المنطقة. بدأت محطة توليد الكهرباء في توليد الطاقة في 7 تموز 1986. وبسبب قضايا الاستقرار الهيكلي الهامة المرتبطة بسد الموصل، لا بد من استمرار عملية الحشو والترميم والإصلاحات الإضافية. وفي عام 1988، بدأ العراق في بناء سد بادوش في اتجاه مجرى النهر والذي يخدم نفس الغرض الأساسي من امتصاص وإطلاق موجة فيضان سد الموصل في حالة حدوث خرق. وقد توقفت الأعمال في عام 1991، بسبب عقوبات الأمم المتحدة.

### مخاوف الهدم خلال غزو 2003

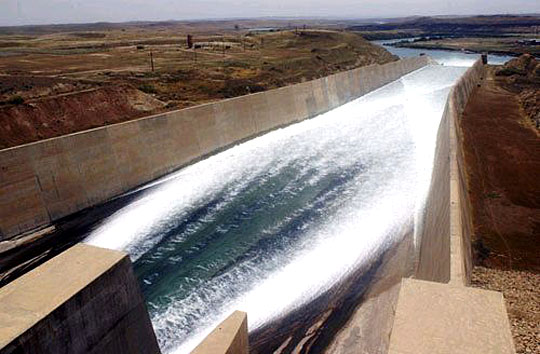
ممر مائي مع قسم للقفز على الزلاجات لتبديد طاقة المياه المتدفقة

في أوائل أبريل 2003، بعد غزو العراق من قبل تحالف تقوده الولايات المتحدة، وضعت الاستخبارات العسكرية عدة سيناريوهات، بما في ذلك سيناريو حيث كانت القوات العراقية قد قامت بتفخيخ السد. كان من الممكن أن يؤدي ذلك إلى إطلاق جدار مياه ارتفاعه 110 متر (360 قدم) ليصل إلى الموصل في حوالي ساعتين. وجدت التحقيقات اللاحقة أن ما يقرب من 500 من عمال السد كانوا لا يزالون في العمل بعد ما يقرب من شهر من توقف توزيع الرواتب.

### السيطرة على السد من قبل تنظيم داعش الارهابي في 2014
على مدار عدة أسابيع في يوليو وأغسطس 2014، سيطرت الدولة الإسلامية في العراق والشام (داعش) على سد الموصل. في 7 أغسطس 2014، استولت المنظمة على مجمع السد من قوات البيشمركة. أدت سيطرة داعش على السد إلى مخاوف من احتمال تقليل إمدادات الطاقة أو تقييد تدفقات المياه إلى المناطق النبع، بالإضافة إلى مخاوف أقل احتمالًا بشأن إمكانية خرق السد، مما قد يتسبب في فيضانات واسعة النطاق وتدمير في الأسفل.
في 17 أغسطس 2014، أطلقت قوات البيشمركة والجيش العراقي عملية ناجحة لاستعادة السيطرة على السد من مقاتلي داعش. ساعدت الضربات الجوية الأمريكية القوات الكردية والعراقية، حيث دمرت أو تضررت 19 مركبة تابعة لداعش، بالإضافة إلى استهداف نقطة تفتيش تابعة لهم بالقرب من السد.

## خطر انهيار السد
تبين فيما بعد أن السد بني على تربة ذات طبيعة غير قادرة على التحمل لذا توجب حقن خرسانات السد بشكل دوري لضمان عدم انهياره وقد بدأت هذه العملية في منتصف الثمانينات. بعد حرب العراق 2003 تبيُن أن السد مهدد بالانهيار بسبب عدم تدعيم خرساناته وفي حال انهياره فإنه سيؤدي إلى فيضان بارتفاع 100 متر وغمر مدينة الموصل ومدن وادي دجلة وقتل ما يقرب من عشرة ملايين نسمة من سكان مدينة الموصل ومدن وادي دجلة، إضافة إلى تدمير القرى المجاورة لمجرى النهر خصوصاً في حال عدم متابعة مشكلة الخرسانات والتربة الضعيفة. اقترح لتفادي انهيار السد عدة حلول مثل قطع المياه من الجانب التركي وثم تغيير مجرى نهر دجلة بحفر قناة إلى صحراء تلعفر بخط مستقيم من ناحية وانة تؤدي إلى وديان صحراوية لتفريغ مياه بحيرة السد في الصحراء ثم هدم السد بعد ذلك [بحاجة لمصدر].

## عدم الاستقرار وإعادة الترميم

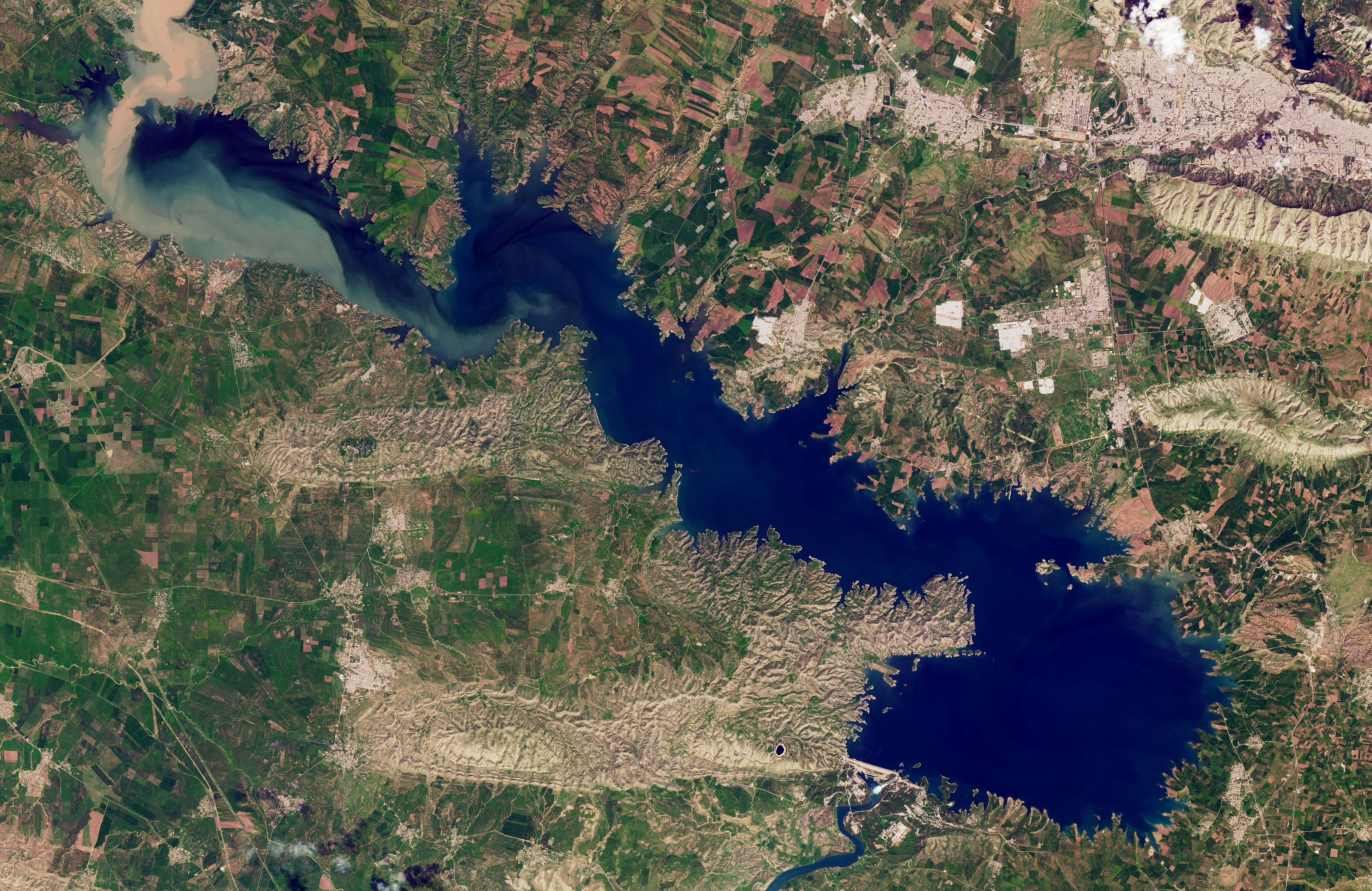
بحيرة سد الموصل عام 2019

يقع السد الردمي فوق الجبس، وهو معدن ناعم يذوب عند ملامسته للماء. يتطلب الأمر صيانة مستمرة لسد أو "حقن" التسريبات الجديدة بمزيج سائل من الأسمنت وإضافات أخرى. منذ بدء تشكل التسريبات بعد ملء الخزان في عام 1986، تم حقن أكثر من 50,000 طن من المواد في السد، ويوجد حالياً 24 آلة تضخ الملاط بشكل مستمر في قاعدة السد. بين عامي 1992 و1998، تشكلت أربع بالوعات أرضية أسفل السد، وتطورت بالوعة أرضية خامسة شرق السد في فبراير 2003 وتم ملؤه عدة مرات. في أغسطس 2005، تشكلت بالوعة ارضية آخرة إلى الشرق.

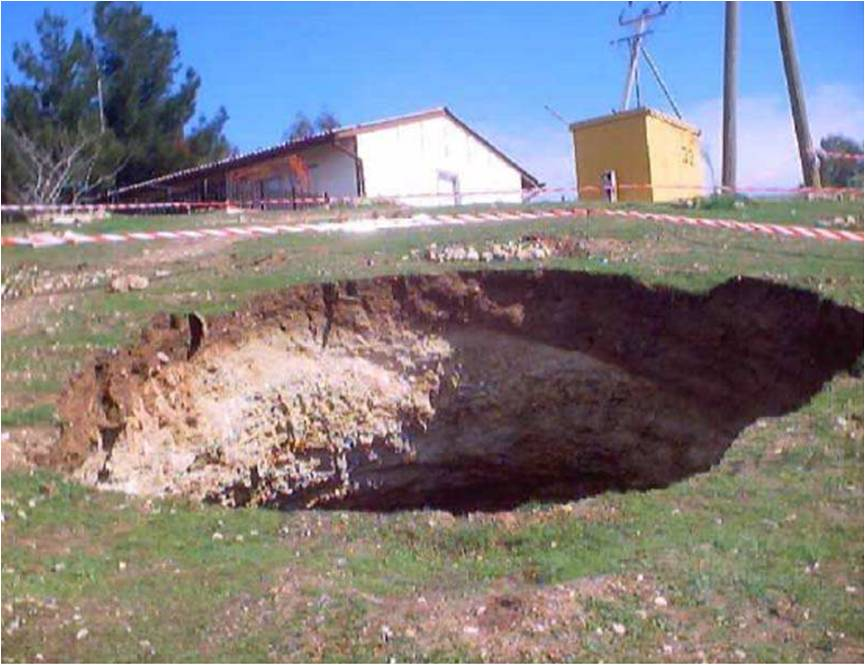
بالوعة في الارض جنوب السد عام 2007

أفاد تقرير صدر في سبتمبر 2006 عن فيلق القوات البرية الامريكي الهندسي، "من حيث إمكانية التآكل الداخلي للأساس، يُعتبر سد الموصل أخطر سد في العالم." كما أوضح التقرير سيناريو أسوأ الحالات، حيث قد يؤدي انهيار مفاجئ للسد إلى غمر الموصل تحت 65 قدم (20 متر) من المياه وبغداد، المدينة التي يبلغ عدد سكانها 7 ملايين نسمة، تحت 15 قدم (4.6 متر)، مع تقديرات للوفيات تصل إلى 500,000. في 30 أكتوبر 2007، ذكر تقرير المفتش العام الخاص بإعادة إعمار العراق (SIGIR) أن أساسات السد قد تنهار في أي لحظة.
وفقاً لمجلة "الإيكونوميست"، "تشير دراسة إلى أنه إذا انهار السد، ستغمر الموصل خلال ساعات. ويحذر آخر من أن نصف مليون عراقي قد يُقتلون نتيجة مياه الفيضانات، وأن أكثر من مليون قد يُجبرون على ترك منازلهم. ستكتمل تلك السيناريو المروع مع انتشار الأمراض والنهب أثناء تدفق المياه عبر بيجي، تكريت، سامراء، وحتى أجزاء من بغداد." قال نذير الأنصاري، المهندس الذي شارك في بناء السد والذي يشغل حالياً منصب أستاذ الهندسة في جامعة لوليا للتكنولوجيا في السويد، إن مياه الفيضانات ستستغرق أربع ساعات للوصول إلى الموصل و45 ساعة للوصول إلى بغداد، وأن أكثر من مليون شخص قد يُقتلون إذا لم يكن هناك "خطة إخلاء جيدة".
في عام 2004، أمر مدير السد عبد الخالق ذنون أيوب بتحديد مستوى المياه في السد، والذي يمكن أن يصل إلى 330 متراً (1,083 قدم) فوق مستوى سطح البحر، ليكون بحد أقصى 319 متراً (1,047 قدم)، وبالتالي تقليل الضغط على الهيكل. ومع ذلك، يصر المسؤولون العراقيون على أن الحكومة الأمريكية تبالغ في تقدير المخاطر. وقد اقترح فيلق القوات البرية الامريكي الهندسي استكمال سد بادوش في أسفل السد للقيام بدوره في حجب الموجة الكبيرة التي قد تنتج إذا انهار سد الموصل. وقد عارض المسؤولون العراقيون هذا، مشيرين إلى أن الخطة الحالية لسد بادوش تكلف 300 مليون دولار لتوفير الطاقة الكهرمائية والمساعدة في الري، بينما ستكلف التوسعة المقترحة 10 مليارات دولار.
في عام 2007، طور ونفذ فيلق القوات البرية الامريكي الهندسي خطة بقيمة 27 مليون دولار للمساعدة في استمرارية الصيانة والإصلاحات على السد على المدى القصير. كما تم التوصية للحكومة العراقية بحل طويل الأجل يشمل بناء جدران بعمق 67 متر (220 قدم) حول أساس السد. من المتوقع أن تكلف المشروع 4 مليارات دولار وأن يستغرق حوالي أربع إلى خمس سنوات لإكماله.

### مخاوف متزايدة من عدم الاستقرار
تأجلت الصيانة خلال معركة سد الموصل بسبب المخاوف الأمنية، ولم يعمل العديد من العمال بسبب خطر الهجمات من تنظيم داعش وغياب الرواتب. استقال نصف العمال الذين عملوا في السد لأنهم لم يتلقوا رواتبهم لأكثر من خمسة أشهر، وقد جعلت العجز في الميزانية والصراعات السياسية بين حكومة إقليم كردستان والحكومة المركزية في العراق من الصعب توظيف عمال جدد. كل هذه العوامل جعلت من سد الموصل "أخطر سد في العالم"، لأنه "من المؤكد تقريبًا وجود مستوى غير مسبوق من الفراغات غير المعالجة في أساس السد".
أدت المخاوف المتزايدة من عدم الاستقرار بسبب السيطرة السابقة على السد من قبل تنظيم داعش وضعف الأمن إلى منح الحكومة العراقية عقدًا بقيمة 273 مليون يورو لشركة تريفي الإيطالية في عام 2016 لحقن وتثبيت أساس السد وإعادة تأهيل البنية التحتية الرئيسية الأخرى في السد. في يوليو 2018، تم التفاوض على تمديد العقد بمبلغ إضافي قدره 89 مليون يورو ليصبح إجمالي قيمة العقد 363 مليون يورو (408 مليون دولار). يغطي العقد إصلاحات للسد وتخطط الحكومة الإيطالية لإرسال 450 جنديًا إضافيًا لتوفير الأمن في موقع السد.
في يناير 2016، حذر الجنرال الأمريكي شون ماكفارلاند من أن السد قد يتعرض لانهيار "كارثي". وأضاف: "ما نعرفه هو أنه إذا كان هذا السد في الولايات المتحدة، لكنا قد قمنا بتفريغ البحيرة خلفه." عانت الصيانة بسبب قيام تنظيم داعش بإزالة المعدات وطرد الفنيين في أغسطس 2014، ولم يتم الحفاظ على جدول الحقن. وأشار إلى أن هناك خطط طوارئ قيد التنفيذ لحماية الناس في مجرى النهر السفلي في حالة حدوث انهيار. ومع ذلك، استمر بعض المسؤولين العراقيين في تجاهل الادعاءات حول احتمال الفشل. في فبراير 2016، صرح وزير الموارد المائية، محسن الشمري، أن "الخطر الداهم على سد الموصل هو واحد من ألف. هذا مستوى الخطر موجود في جميع سدود العالم".
في فبراير 2016، حذرت السفارة الأمريكية في العراق من "خطر خطير وغير مسبوق" بانهيار السد، واقترحت وضع خطط للإخلاء، حيث قد تكون مدن الموصل، تكريت، سامراء، وبغداد في خطر في حالة الانهيار، وأنه قد يُقتل ما يصل إلى 1.5 مليون شخص في الفيضانات الناتجة. كرر رئيس وزراء العراق، حيدر العبادي، هذه المخاوف، ودعا المواطنين في الموصل للإخلاء والابتعاد بمسافة لا تقل عن 3.5 ميل عن النهر، وهو اقتراح انتقده الأستاذ الأنصاري: "ماذا يفعل كل هؤلاء الناس، ملايين الناس، عندما يبتعدون 6 كيلومترات؟ لا يوجد دعم لهم هناك. لا شيء يساعدهم على العيش."
في 29 فبراير، قال متحدث باسم تريفي إن العقد لم يُوقع بعد. كانت هناك مخاوف من أن السد قد ينهار قبل بدء أعمال الإصلاح. في 2 مارس 2016، أعلنت الحكومة العراقية أن العقد مع تريفي تم الانتهاء منه وتوقيعه. وصل فريق من المتخصصين الإيطاليين من تريفي في 14 أبريل لإعداد المعسكر لفريق المهندسين المتوقع وصوله خلال أسابيع. التقت وزيرة الدفاع الإيطالية روبرتا بينوتي برئيس وزراء العراق حيدر العبادي في 9 مايو لمناقشة اللوجستيات لنشر 450 جنديًا بالقرب من الخط الأمامي مع داعش لحماية العمال الذين يقومون بإصلاحات السد. بدأت تريفي العمل على السد في سبتمبر 2016.
بدأت الإصلاحات في أكتوبر 2016. في مايو 2017، صرح وزير الموارد المائية العراقي حسن الجنابي أنه لم يتبق أي خطر على السد وأنه يعود إلى التشغيل الطبيعي. قال كارلو كريپا، مدير المشروع، إن هيكل السد لا يظهر أي علامات على الضغوط الكبيرة. ومع ذلك، سيكون من الضروري القيام بالصيانة المستمرة، حيث "إن صخور الأساسات معرضة للذوبان بسبب تدفق الماء." أصبحت خمسة مسارات مائية تتحكم في تدفق المياه إلى السد فعالة بعد 12 عامًا، حيث قال الجنابي إن مستوى المياه كان عند أعلى مستوى له منذ عام 2005. اكتملت الإصلاحات بحلول عام 2019. وفي عام 2022، حصل المشروع على جائزة المشروع المتميز من معهد الأسس العميقة.